# Пеньково (Краснослободський район)
Пенько́во (рос. Пеньково, ерз. Пенькозавод) — селище у складі Краснослободського району Мордовії, Росія. Входить до складу Старозубарьовського сільського поселення.
Населення — 183 особи (2010; 198 у 2002).
Національний склад (станом на 2002 рік):
- росіяни — 82 %

Стара назва — Пенькозавод.